# Divertimento núm. 11 (Mozart)
El Divertiment n.º 11 en re major, K. 251, és una composició de Wolfgang Amadeus Mozart. Va ser escrita el mes de juliol de 1776 a Salzburg, possiblement per a l'onomàstica de la germana de Mozart, Nannerl, el 26 de juliol o per al seu aniversari el 30 de juliol.

## Instrumentació
L'obra està escrita per a oboè, dues trompes, dos violins, viola i contrabaix.

## Estructura
Consta de sis moviments:
- I. Molto allegro
- II. Menuetto
- III. Andantino
- IV. Menuetto (Tema con variazioni)
- V. Rondo (Allegro assai)
- VI. Marcia alla francese

El moviment inicial està escrit en forma sonata monotemàtica en la qual en lloc del veritable segon subjecte en la tonalitat de la dominant (la major), el primer subjecte apareix en la menor. El trio del primer minueto està compost només per a cordes i el tercer moviment, de tempo Andantino, està en forma rondó. El quart moviment és una inusual barreja de minueto i forma variacions. Aquí, les tres variacions serveixen com els "trios", amb el tema del minueto tornant da capo després de cada variació. La primera d'aquestes variacions es caracteritza per l'oboè sol, la segona pel violí sol i en la tercera, la melodia de la segona flueix sota el tema. Les trompes no participen en cap de les variacions.